# Marfak Al Jathih Al Aisr
Marfak Al Jathih Al Aisr eller My Herculis (μ Herculis, förkortat My Her, μ Her) som är stjärnans Bayerbeteckning, är en jättestjärna belägen i västra delen av stjärnbilden Herkules. Den har en skenbar magnitud på 3,4 och är synlig för blotta ögat. Baserat på parallaxmätningar inom Hipparcosuppdraget beräknas den befinna sig på ett avstånd av ca 27 ljusår (8,3 parsek) från solen.
My Herculis är ett fyrdubbelt stjärnsystem. Dess primärstjärna, My Herculis A, är ganska lik solen, men mer utvecklad. Sedan 1943 har spektrumet av denna stjärna fungerat som en av de stabila förankringspunkterna för klassificering av andra stjärnor.

## Nomenklatur
I stjärnkatalogen i kalendern Al Achsasi Al Mouakket benämndes denna stjärna Marfak Al Jathih Al Aisr, vilket översatts till latin som Cubitum Sinistrum Ingeniculi, vilket betyder den knäböjandes vänstra armbåge.

## Egenskaper
Primärstjärnan är en vit till gul underjätte av spektralklass G5IV vars parametrar är exakt bestämda från asteroseismologin. Dess massa är ungefär 1,1 gånger den hos solen, och den har börjat expandera för att bli en jättestjärna. Den har en radie som är ca 1,7 gånger solens och en temperatur i dess ytskikt på ca 5 560 K. Den har en följeslagare som är en röd dvärg av spektralklass M4V och en massa som är ungefär en tredjedel av solens massa. Detta par är också känt som My1 Herculis.
Den sekundära komponenten, även känd som My2 Herculis, består av två stjärnor som kretsar kring varandra med en period på ca 43 år. My Herculis A och dubbelstjärnan BC är separerade med ca 35 bågsekunder. Stjärnorna B och C, som kretsar kring varandra, är separerade från varandra med 1,385 bågsekunder och har en något excentrisk omloppsbana på 0,179.